# Bitka pri Blackstock's Farm
Bitka pri Blackstock's Farm ali bitka pri Blackstockovi kmetiji, vojaški spopad ameriške revolucije, se je zgodila v današnjem okrožju Union, Južna Karolina, nekaj kilometrov od Cross Anchorja, 20. novembra 1780.
Bitka je zaznamovala prvič med vojno, da je ameriška milica premagala britanske redne vojake, čeprav so bili trikrat številčnejši od britanskih čet in so se borili z pripravljenega položaja namesto na odprtem polju.

## Ozadje
Po porazu majorja Patricka Fergusona in uničenju ali zajetju celotne njegove vojaške sile 900 mož v bitki pri Kings Mountainu prejšnji mesec, je redko poseljena karolinska zaledna pokrajina prišla vse bolj pod nadzor patriotov.
Generalpodpolkovnik Charles Cornwallis, britanski poveljnik na južnem bojišču, je svojemu podrejenemu podpolkovniku Banastru Tarletonu ukazal, naj opusti zasledovanje gverilskega poveljnika brigadnega generala Francisa Mariona in namesto tega prekine dejavnosti patriotske milice brigadnega generala Thomasa Sumterja, s čimer bi vrnil zaupanje lojalistom v zaledni pokrajini. Medtem je Sumter zbiral partizanske prostovoljce in je imel zdaj pod svojim poveljstvom tisoč mož.

## Predhodnice
18. novembra so se dragonci Tarletonove Britanske legije in konjeniška pehota 63. polka kopali in napajali svoje konje na reki Broad, ko so nekateri Sumterjevi napadalci streljali nanje z nasprotnega brega. Britanci so pripeljali 3-funtni poljski top "kobilica" in z lahkoto razgnali partizane. Tisto noč je svoje može prepeljal čez reko z ravnimi čolni in naslednji dan močno pritisnil na Sumterja. Tarletonova predhodnica je naslednji večer dohitela Sumpterjevo silo in jih prisilila, da se postavijo v obrambo. Na srečo za Sumterja je dezerter iz 63. polka razkril Tarletonove načrte in lokacijo.
Čeprav je imel Sumter zdaj tisoč milice iz zaledne pokrajine, je imel Tarleton pod svojim poveljstvom več kot petsto rednih vojakov, vključno s tristo rednimi vojaki. Sumter in njegovi polkovniki so se odločili, da je najboljši način najti močan obrambni položaj in počakati, da jih Tarleton napade. Polkovnik Thomas Brandon, ki je poznal območje, je predlagal bližnjo kmetijo Williama Blackstocka, posestvo na hribih nad reko Tyger.  Zemljišče je bilo očiščeno, kar je omogočalo strelna polja in prostor za manevriranje in gospodarska poslopja – trdne lesene konstrukcije iz trdega lesa – niso bila zatesnjena in so tako zagotavljala "ozke, a priročne odprtine za moške, ki so streljali izza kritja." Tarletonove čete bi se morale odprto premikati čez ograje in potok, da bi se spopadle s Sumterjevimi obrambnimi položaji.

## Bitka
Sumter je postavil polkovnika Henryja Hamptona in njegove strelce iz Južne Karoline v gospodarska poslopja kmetije. Nekatere enote je postavil za močne ograje, druge pa je skril v okoliški gozd. Tarleton je prišel pozno popoldne in se odločil za frontalni napad proti številčno močnejši sili, ne da bi čakal, da ga dohiti njegova pehota in artilerija. Sprva je bil uspešen. Patriotska milica je streljala na preveliko razdaljo, in preden so lahko ponovno naložili muškete jih je major John Money, poveljnik 63. polka, napadel z bajonetom. Kljub temu se je 63. polk pri tem preveč približal kmečkim poslopjem in se znašel pod ognjem Hamptonovih mož znotraj. Money in dva njegova poročnika sta bila ubita in morda tudi tretjina vojakov. Medtem so se drugi partizani prebili okoli njihovega desnega boka in napadli Tarletonove dragocne, ki so bili v sedlih, a so le opazovali dogajanje.
S svojimi tovariši pod pritiskom sta Tarleton in njegovi možje ignorirali nevarnost strelcev, ki so streljali iz dobro zaščitenih položajev. Napadli so navzgor, da bi rešili 63. polk, vendar je bilo pri poskusu ranjenih veliko dragoncev in konj. Z velikim tveganjem je Tarleton osebno razsedlal in odnesel hudo ranjenega majorja Moneyja na varno. Ko so se ranjenci poskušali prebiti na varno, so patrioti še naprej streljali na nemočne moške. Vendar so se tudi takrat britanske sile umaknile v dobrem redu.  Kljub temu so se britanske sile umaknile v dobrem redu.
Ko se je Sumter, "nepremišljen kot Tarleton", premaknil v položaj, da bi opazoval britanski umik, so člani 63. polka nanj in na njegove častnike izstrelili salvo. Sumter je bil hudo ranjen in je moral poveljstvo prepustiti svojemu višjemu polkovniku, Johnu Twiggsu.
Tarleton se je umaknil dobre tri kilometre, da bi počakal na okrepitve za nov napad naslednje jutro. Toda Twiggs je pustil taborniške ognje goreti in izginil v noč. Naslednje jutro so Tarletonove čete pokopale mrtve na obeh straneh. Tarleton je poročal, da je bilo 51 njegovih mož ubitih ali ranjenih. Sodobni ameriški vir je navajal večje britanske žrtve: 92 ubitih in 75-100 ranjenih. Ameriške žrtve so bile 3 ubiti, 4 ranjeni in 50 ujetih.

## Posledice
Tarleton je Cornwallisu poročal, da je zlomil in razpršil Američane ter resno ranil Sumterja. Povedal je, da so trije njegovi vojaki "obljubili, da bodo takoj uredili Sumterja," za kar jim je obljubil po petdeset gvinej.
Čeprav je Tarleton obdržal polje, je bila Britanska legija, to je britanski redni vojaki, je bila ustavljena s strani milice, čeprav izza kritja in ne v odprti bitki. Celo ranitev Sumterja je morda bila prednost za patriote, saj je George Washingtonu omogočila, da je za poveljnika južnega oddelka imenoval Nathanaela Greena.
Zgodovinsko najdišče bitke pri Blackstocku je bilo leta 1974 dodano v Nacionalni register zgodovinskih krajev.

## Notes
1. 1 2  Tarleton, The Campaigns of 1780 and 1781, Chapter 3 Arhivirano January 29, 2009, na Wayback Machine. Tarleton gave the following totals: 63d Regiment, 3 officers and 30 enlisted men killed or wounded; the British Legion, 2 officers and 15 enlisted men; plus one staff officer killed—a total of 51 casualties.
2. 1 2  Lumpkin, 114; Buchanan, 257.
3. 1 2  O'Kelley, 366.
4. 1 2  »National Register Information System«. National Register of Historic Places. National Park Service. 9. julij 2010.
5. ↑  Crawford, 2024 p. 160: “On November 20 [Sumter] decided to make a stand at Blackstock’s plantation…a few miles from present-day Cross Anchor, South Carolina.”
6. ↑  Buchanan, 253. Domnevno je Mary Blackstock Sumterju povedala, da ne bo trpela nobenega boja na svoji posesti.
7. ↑  Crawford, 2024 str. 160: Trdi les = "hrast." In: Glej tukaj za podrobnosti o obrambnih prednostih na posestvu Blackstone.
8. ↑  Buchanan, 253.
9. ↑  Buchanan, 254; Lumpkin, 112.
10. 1 2  Lumpkin, 112.
11. ↑  Buchanan, 255; Lumpkin, 112.
12. 1 2  Buchanan, 256.
13. ↑  Crawford, 2024 str. 161: Tarletonov katastrofalen napad je poročal očividec, milicijski polkovnik William Hill: Britanski "moški in konji so padali tako hitro, da je bila pot skoraj zamašena." In Crawford: "...povzročena je bila resna škoda."
14. ↑  Lumpkin, 113-14.
15. ↑  Crawford, 2024 str. 162: "Sumter je izgubil približno osem mož od tisoč, ki so se borili tisti dan; trije so bili ubiti in vsaj dva ranjena."
16. ↑  Buchanan, 259-60; Lumpkin, 115.